# Saint-Pierre-des-Champs
Saint-Pierre-des-Champs település Franciaországban, Aude megyében. Lakosainak száma 202 fő (2022. január 1.). Saint-Pierre-des-Champs Caunettes-en-Val, Lagrasse, Saint-Martin-des-Puits, Talairan és Villerouge-Termenès községekkel határos.

## Népesség
A település népessége az elmúlt években az alábbi módon változott:
| Lakosok száma | 155  | 121  | 134  | 154  | 177  | 181  | 181  | 182  | 182  | 202  |
|               | 1968 | 1982 | 1990 | 2006 | 2013 | 2015 | 2017 | 2019 | 2020 | 2022 |